# Matara venezuelensis
Matara venezuelensis là một loài tò vò trong họ Ichneumonidae.